# Randal Kolo Muani
Randal Kolo Muani (Bondy, França, 5 de desembre de 1998) és un futbolista francès que juga com a davanter al París Saint-Germain de la Ligue 1.

## Infantessa
Nascut a Bondy, al departament francès de Seine-Saint-Denis, Randal Kolo Muani prové d'una família congolesa. Va créixer a Villepinte. Va adquirir la nacionalitat francesa el 3 de setembre de 2008, per naturalització dels seus pares.

## Trajectòria
Kolo Muani va començar la seva carrera esportiva al F. C. Nantes "II" el 2016, debutant amb el primer equip el 30 de novembre de 2018, en la victòria del Nantes per 3-0 davant de l'A. S. Saint-Étienne, en un partit de la Lliga 1. Durant la temporada 2019-20 va estar cedit a l'U. S. Boulogne.
Al març de 2022 es va oficialitzar la seva marxa definitiva del club al final de la temporada un cop finalitzés el seu contracte per jugar les següents cinc campanyes a l'Eintracht Frankfurt. Abans que això passés va ajudar l'equip a guanyar la Copa de França, sent aquest el primer títol que aconseguien des del 2001.
Va realitzar el seu debut a la 1. Bundesliga a la primera jornada davant el Bayern Munic i va marcar el seu primer gol a la competició, encara que aquest no va servir per evitar la derrota per un a sis. Durant la temporada va aconseguir veure porta en 23 ocasions en 46 partits. A l'inici de la següent va tornar a França després de ser traspassat al París Saint-Germain F. C.

### París Saint-Germain
L'1 de setembre de 2023, el Paris Saint-Germain de la Ligue 1 de França, fitxà en Kolo Muani per 80 milions d'euros.
El 15 de setembre, feu el seu debut amb el PSG com a suplent en una derrota por 3-2 amb el Niça, assistint el segon gol de Kylian Mbappé en el partit. Feu el seu debut en la Lliga de Campions i llur primera titularitat en el PSG en una victòria per 2-0 sobre el Borussia Dortmund quatre dies més tard.
 El 24 de setembre, Kolo Muani anotà llur primer gol per al PSG amb una victòria de 4-0 sobre el Marsella; també hi assistí el segon gol de Gonçalo Ramos en aquell partit. El 25 d'octubre, Kolo Muani feu el seu primer gol en la Lliga de Campions en una victòria 3-0 sobre l'AC Milan. Al final de la temporada, havia marcat nou gols i proporcionat sis assistències en 40 partits, contribuent a assolir la Ligue 1, la Copa de França i el Trofeu de la UEFA Champions League.

#### Cessió a la Juventus
El 23 de gener del 2025, Kolo Muani va ser cedit a la Juventus de la Sèrie A d'Itàlia fins al final de la temporada. El club va anunciar el fitxatge per un import d'1 milió d'euros, amb 2,6 milions d'euros en costos addicionals, més possibles bonificacions que sumarien fins a 2 milions d'euros.
El 25 de gener, Kolo Muani feu el seu debut amb la Juventus en una derrota per 2-1 davant el Nàpols, anotant l'únic gol de la Juve. El 2 de febrer, marcà dos gols a la victòria per 4-1 contra l'Empoli al Juventus Stadium. El 7 de febrer, va marcar un altre doblet en la victòria per 2-1 a domicili contra el Como 1907, i en trobar el gol en els seus primers tres partits de la Sèrie A, igualà una gesta aconseguida per última vegada per al club per Roberto Baggio el 1990.

## Internacional
El 22 de setembre del 2022 va fer el seu debut amb la selecció de França en un partit de la Lliga de Nacions de la UEFA 2022-23 davant Àustria que van guanyar per dos a zero. Dos mesos després, després de la lesió de Christopher Nkunku, va ser convocat per participar en la Copa Mundial del 2022, torneig en què va marcar a les semifinals contra el Marroc als 44 segons d'haver entrat al terreny de joc.

## Palmarès
FC Nantes
- 1 Copa francesa: 2021-22

Paris Saint-Germain
- 1 Ligue 1: 2023-24[24]
- 1 Copa francesa: 2023-24[25]
- 1 Supercopa francesa: 2023[26]